# Diógenes y el Linyera
Diógenes y el Linyera es una popular tira cómica dibujada por el historietista uruguayo Tabaré (1948-2023) editada por el diario Clarín de Buenos Aires y guionada por Jorge Guinzburg, Carlos Abrevaya y Héctor García Blanco.

## Historia
Diógenes y el Linyera lleva publicándose en Argentina ininterrumpidamente desde el año 1977. Fue creada y realizada para la contratapa del Diario Clarín por el dibujante Tabaré y los guionistas Carlos Abrevaya y Jorge Guinzburg hasta 1993, cuando falleció Abrevaya; Guinzburg dejaría la tira en 1996. Desde entonces y hasta el 24 de enero de 2007, a los dibujos de Tabaré se le sumaron los guiones de Héctor García Blanco. Desde el 25 de enero de 2007, Guinzburg volvió a los guiones. 
El 12 de marzo de 2008 falleció Guinzburg y por un tiempo se siguieron publicando las tiras que había dejado escritas. Desde el 23 de mayo de ese año, Tabaré se hizo cargo también de los guiones. Cabe mencionar que la historia y los personajes presentan bastante similitud con una tira cómica norteamericana llamada Homeless Hector; que el Chicago Daily News publicó en 1899.

## Personajes
Si bien, debido a la dinámica habitual de las tiras cómicas, esta historieta suele tener una aparición y desaparición constante de personajes secundarios, el peso de las historias recae casi exclusivamente en los dos personajes que le dan nombre a la tira.

### Diógenes
Es un perro de raza indeterminada e indeterminable, con nombre que evoca a Diógenes de Sinope. Es el personaje en el que suele recaer la responsabilidad del remate cómico en cada tira, a través de las conclusiones cargadas de ironía pero sin malicia a las que llega observando a su dueño. A diferencia de Mendieta, otro conocido perro de la historieta argentina, este no posee la propiedad de poder hablar ni su proverbial cobardía, aunque sus razonamientos suelen ser tan punzantes como los del personaje de Fontanarrosa.

### El Linyera
El Linyera es un vagabundo que habita alguna plaza de una ciudad que puede ser Buenos Aires o Montevideo. Siempre viste el mismo saco, pantalón, sombrero y zapatos estragados, siguiendo la tradición en los personajes gráficos de no cambiar su aspecto a lo largo de los años. Las situaciones que en Diógenes generan un pensamiento sardónico —la lectura del titular de un periódico o el retal de una conversación absurda— lo dejan siempre estupefacto y sin respuestas.